# 菊綴

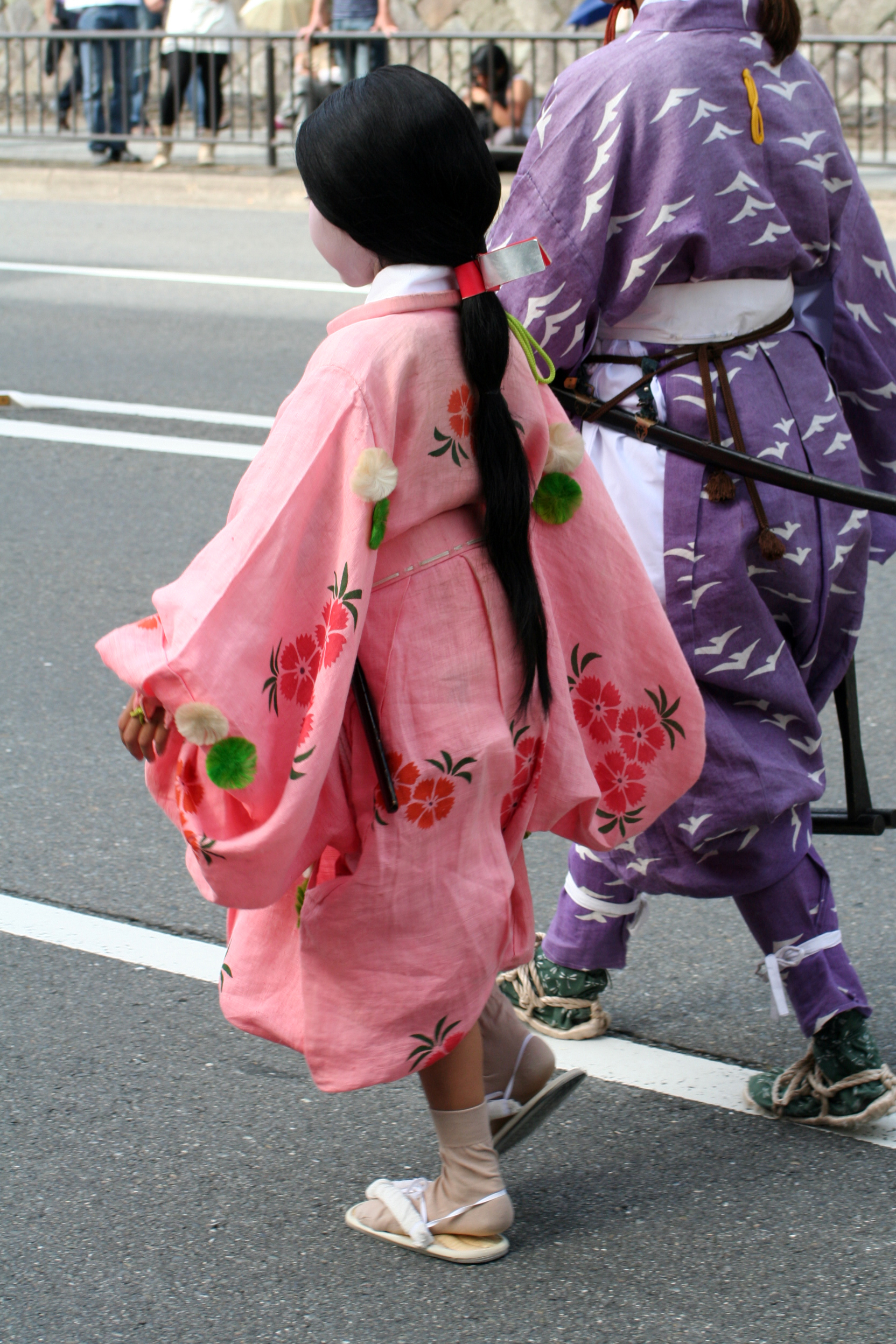
『水干』白色と緑色の菊綴

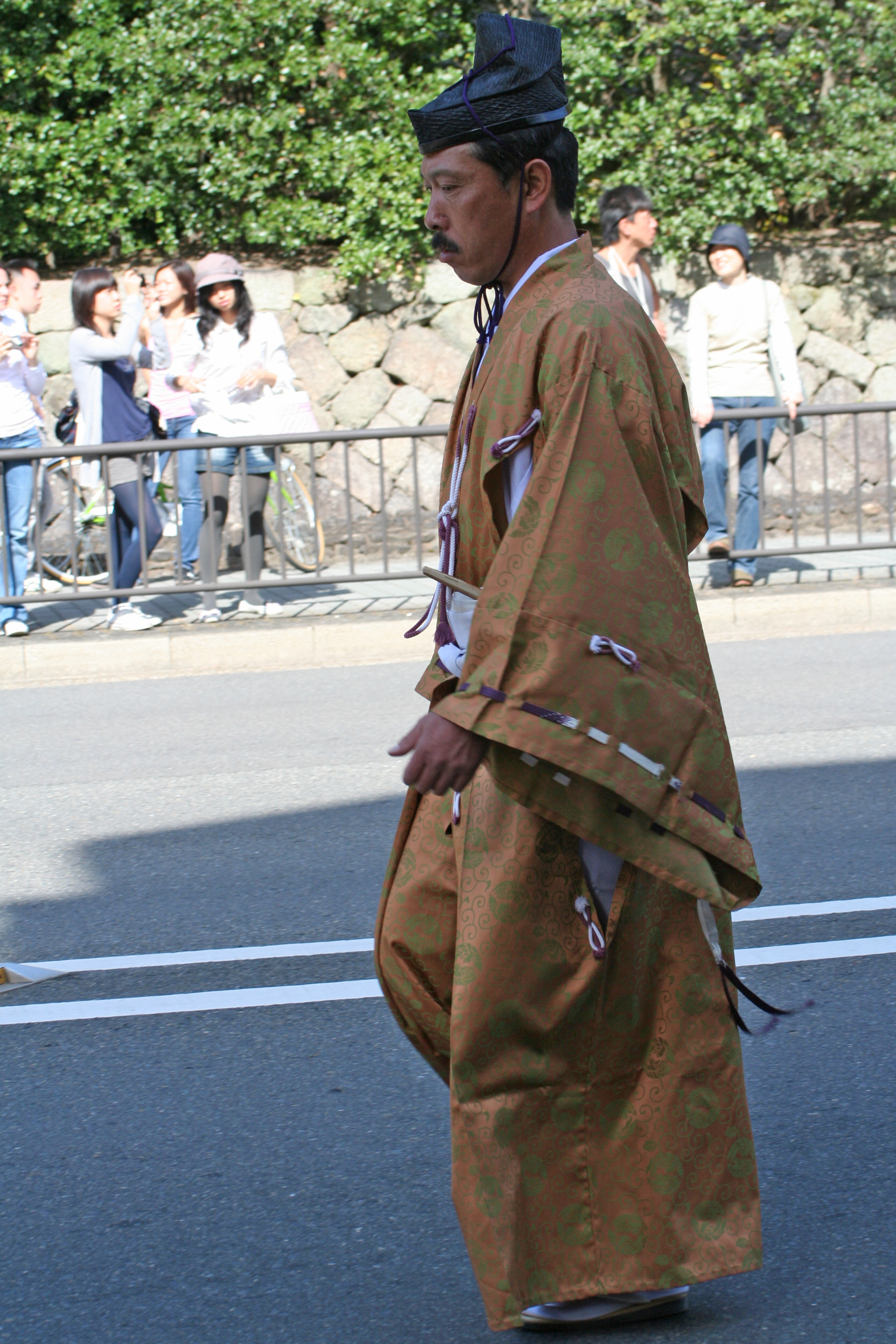
『直垂』袖、脇、袴に付いている、「∝」マークに見える白色の組紐が菊綴結となる

菊綴（きくとじ）とは、水干・水干袴や鎧直垂・鎧直垂袴などの縫い合わせ箇所に付けられた総（ふさ）飾り。
通常の直垂は菊綴の飾り部分を総状にせず結び留めることから、「結び菊綴・菊綴結（きくとじむすび）」あるいは「もの字」と呼ぶが、これらも纏めて「菊綴」と呼ぶ場合が多い。
また、相撲の行司の直垂では、菊綴の総の色によって階級分けされている。

## 概要

### 付属用途
本来は飾りではなく、縫い合わせの綻びを防止・補強する目的で、組紐を縫い目上の要所要所に通して結んだものであった。残りの紐部分を解きほぐした有様（ポンポン状）が、菊の花に似ていたため、「菊綴」と呼ばれた。
時代が下がると本来の役割・実用性の意味は薄まっていき、絹糸を円状にした総を付けるなど、形式的に装飾として付けるようになる。

### 菊綴結
「も」の字形に似ている形である。通常の直垂と大紋直垂は絹の組紐を用いたが、素襖直垂は細い皮製紐を用いた。

## 付属箇所・数

### 菊花・総状の菊綴
水干
- 前：中央上方。後：胴と左右両袖の堺となる裂目、左右両袖の中間裂目[3]。
- 5箇所全て縦並びに2個ずつ設ける。

水干袴
- 左右脇、股立（ももだち）の部分。前：左右太物の上部分。4箇所全て縦並びに2個ずつ設ける[2]。

鎧直垂
- 前：衿部分に付ける場合が多いが、様式・数は様々である。後：背面上方の中央裂目、胴と左右両袖の堺となる裂目、左右両袖の中間裂目[3]。
- 後面、5箇所全て縦並びに2個ずつ設ける。

鎧直垂袴
- 水干袴と同じである[3]。

### 菊綴結の菊綴
直垂
- 前：胴と左右両袖の堺となる裂目。後：背面上方の中央裂目、左右両袖の中間裂目[4]。
- 5箇所全てに1個ずつ設ける。

直垂袴
- 箇所は水干袴と同じであるが、1個ずつ設ける[2]。